# Strophia
Strophia var en najadnymf i grekisk mytologi. Hon var dotter till flodguden Ismenos och hennes källa låg på berget Kithairon, nära Thebe i Boiotien.